# Руніч Василь Зеновійович
Василь Зеновійович Руніч (нар. 31 січня 2000, Лівчиці (Жидачівський район), Львівська область, Україна) — український футболіст, півзахисник клубу «Рух» (Львів).

## Життєпис
Народився в селі Лівчиці Жидачівського району. Футболом розпочав займатися в районному центрі, але вже незабаром перейшов у дитячо-юнацьку школу «Карпат». Виступав у юнацьких та молодіжних чемпіонатах України. В дорослому футболі дебютував 27 червня 2020 року в нічийному (1:1) домашньому матчі 16-го туру Прем'єр-ліги проти ФК «Львова». Василь вийшов на поле на 58-й хвилині, замінивши Артема Козака. Після цього у вересні — на початку жовтня 2020 року зіграв ще 4 матчі у складі «левів» у Другій лізі України. 
7 жовтня 2020 року перейшов вільним агентом у «Рух», але за «Карпатами» залишилося 50 % від суми наступного перепродажу футболіста. У футболці нового клубу дебютував 1 листопада 2020 року в нічийному (0:0) виїзному поєдинку 8-го туру Прем'єр-ліги проти «Минаю». Руніч вийшов на поле в стартовому складі, а на 78-й хвилині його замінив Остап Притула. Дебютний гол у Прем'єр-лізі забив 23 квітня 2021 у переможному виїзному матчі проти ФК «Маріуполь» (0:3). Руніч у «Русі» є гравцем ротації: станом на зимову перерву 2023/24 Руніч із 50 матчів за «Рух» у Прем'єр-лізі лише в одному відіграв усі 90 хвилин: це був програний домашній матч проти «Шахтаря» 2 вересня 2022. Також залучався до ігор за «Рух-2», зокрема, в першому матчі за клуб у другій лізі 11 жовтня 2023 Василь відзначився покером у ворота запорізького «Металурга-2» (перемога 8:2) та був визнаний найкращим гравцем туру.